# Luis attaque
Ne doit pas être confondu avec Louise Attaque.
Pour les articles homonymes, voir Luis.
Luis attaque est une ancienne émission de la radio RMC animée par Luis Fernandez de 2003 à 2016.

## L'émission
Du lundi au jeudi, Luis aborde les principaux sujets de l'actualité footballistique. Il reçoit tout au long de l'émission les acteurs majeurs du football et anime des débats avec des auditeurs.

## Historique

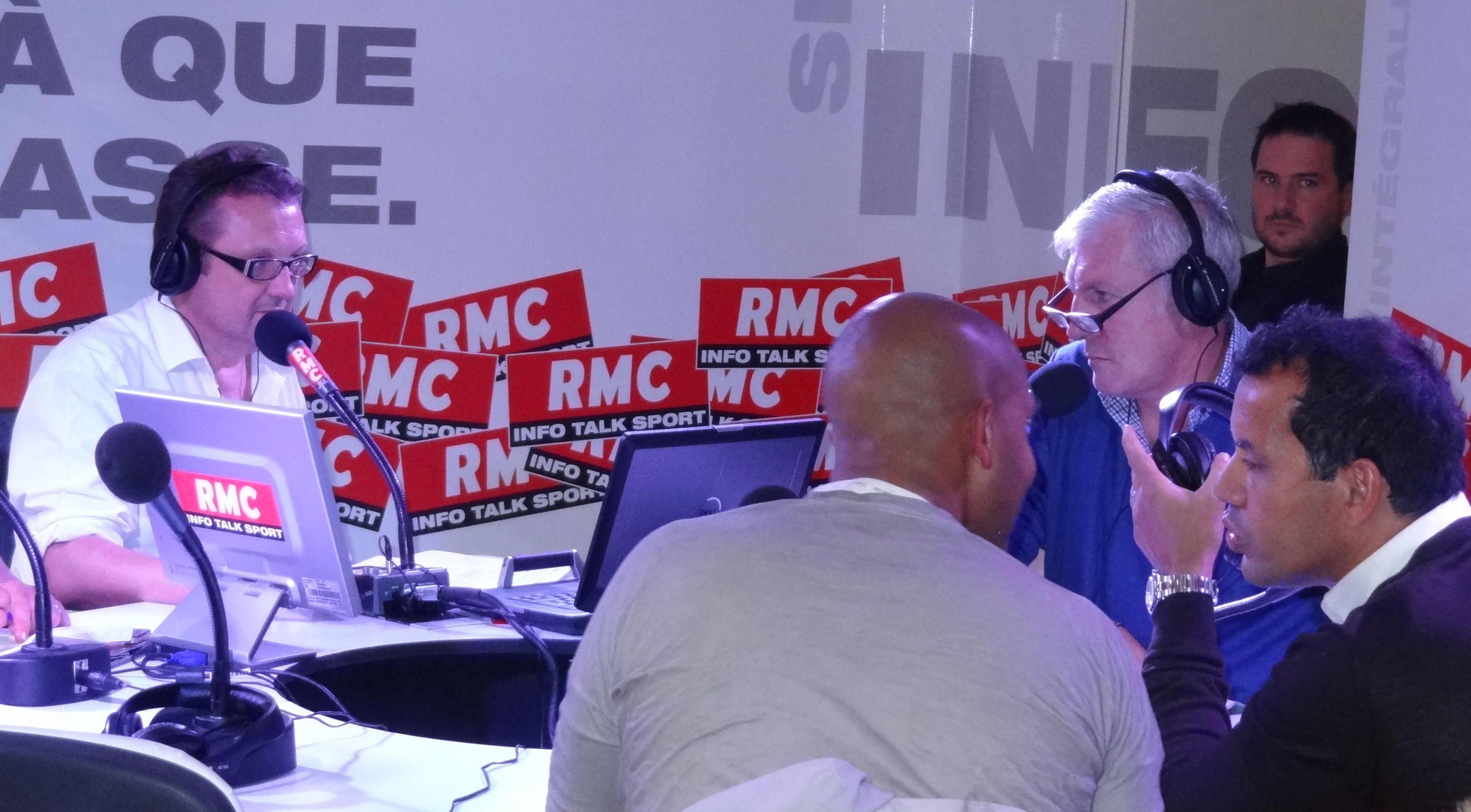
Christophe Paillet, Luis Fernandez, Olivier Dacourt et Ali Benarbia

L'émission est créée en septembre 2003 et porte le nom Luis attaque. Elle est diffusée de 18 h à 19 h avec François Pesenti et Christophe Cessieux. 
À la rentrée 2004, l'émission gagne une demi-heure et Jean Resseguié accompagne Luis. Le 5 mars 2005, Luis Fernandez fête le 300e numéro de Luis attaque.
En 2006, Luis Fernandez est accompagné de Florian Genton, l'entraîneur de la Juventus Didier Deschamps rejoint l'équipe de Luis attaque chaque lundi pendant une demi-heure, tout comme l'attaquant du FC Barcelone Ludovic Giuly le jeudi.
Le 2 juin 2008, Florian Genton quitte RMC pour Orange sport, il est alors remplacé par Karim Bennani. Didier Deschamps n'intervient plus dans l'émission.
De juin 2010 à juin 2011, l'humoriste Julien Cazarre tient une chronique humoristique dans Luis attaque[source insuffisante].
Ali Benarbia et Olivier Dacourt sont recrutés dans l'émission en 2010.
En septembre 2011, la rubrique, Le carré magique de Luis, fait son apparition avec Olivier Dacourt, Ali Benarbia et Grégory Coupet qui rejoignent l'équipe de consultants.
À la rentrée 2012, Christophe Paillet succède à Florian Genton à la coanimation de Luis attaque.
À la rentrée 2013, Pierre Dorian reprend la coanimation de Luis attaque. Afin de préparer la Coupe du monde 2014 au Brésil, Luis Fernandez accueille deux nouveaux consultants : l'ancien international français et champion du monde 1998 Frank Lebœuf et l'ancien international brésilien Juninho.
À la rentrée 2014, l'émission est écourtée d'une demi-heure, étant alors diffusée de 19h à 20h30. Gilbert Brisbois reprend la coanimation. Daniel Riolo intervient le lundi dans le procès de Luis, Julien Cazarre rejoint l'émission quotidiennement. À la rentrée 2015, l'émission change d'horaire, étant dorénavant proposée de 18h à 20h[source insuffisante].
La saison 2015-2016 est la dernière saison de l'émission. Luis Fernandez annonce qu'il quitte RMC le 29 juillet 2016. Elle est remplacée par l'émission Team Duga animée par Christophe Dugarry.

## Rubriques
- Le vestiaire de Luis : Luis reçoit un invité qui est dans l'actualité du football.
- La tribune de Luis : Luis et Gilbert Brisbois débattent sur un sujet choisi dans l'actualité du football.
- Les Paris RMC : à 19h45, Luis pronostique sur les matchs du jour avec Christophe Paillet (à 16h45, avec Éric Di Meco jusqu'en 2014).
- La pelouse de Luis : Gilbert Brisbois présente des informations, importantes ou plus anecdotiques et insolites.
- La causerie de Luis : Luis discute avec son invité.
- Le procès de Luis attaque : chaque lundi, Luis, Daniel Riolo et Gilbert Brisbois se répartissent les rôles d'avocat, procureur et juge. Ils débattent sur un sujet précis.
- L'Instant Cazarre : tous les soirs, en fin d'émission, Julien Cazarre revient de façon humoristique sur l'émission.
- Le tour d'Europe : chaque lundi, Luis revient sur les résultats du week-end des championnats européens et invite des joueurs francophones reconnus ou moins connus.

### Anciennes rubriques
- Le journal des clubs :
- Les Courses RMC :
- Le quiz de Luis attaque :
- Au cœur du jeu :
- Le France-Brésil de Luis

## Critique
En décembre 2003, l'union syndicale des journalistes sportifs de France (USJSF) a élu Luis attaque meilleur concept audiovisuel de l'année parmi les médias français de football.

## Consultants
| Chroniqueurs     | Saisons            |
| ---------------- | ------------------ |
| Didier Deschamps | 4 et 5             |
| Ludovic Giuly    | 4                  |
| Ali Benarbia     | 8, 9, 10, 11 et 13 |
| Olivier Dacourt  | 8, 9 et 10         |
| Grégory Coupet   | 9, 10 et 11        |
| Juninho          | 11 et 12           |
| Frank Lebœuf     | 11, 12 et 13       |
| Daniel Riolo     | 12                 |
| Eric Di Meco     | 13                 |
| Jérôme Rothen    | 13                 |
| Steve Savidan    | 13                 |